# Gustave-Adolphe Turcotte
Pour l’article homonyme, voir Turcotte.
Gustave-Adolphe-Narcisse Turcotte (19 novembre 1848-4 octobre 1918) est un médecin et homme politique fédéral du Québec.

## Biographie
Né à Trois-Rivières dans le Canada-Est, il étudie au Collège Sainte-Marie de Montréal et au Séminaire Saint-Joseph de Trois-Rivières. Il tente de devenir député de la circonscription fédérale de Nicolet en 1877 et en 1878, mais fut défait par François-Xavier-Ovide Méthot. Élu lors d'une élection partielle survenue après la démission de Charles Ramsay Devlin en 1907, il sera réélu en 1908. Il fut défait en 1911.
Il a été marié à Jeanne Leblanc et ensuite à Emma Leblanc, toutes deux filles du député provincial de Nicolet Charles-Édouard Houde. Son frère Arthur Turcotte a été maire de Trois-Rivières et député provincial de Trois-Rivières.